# Ludo
 For alternative betydninger, se Ludo (flertydig). (Se også artikler, som begynder med Ludo)
Ludo er et klassisk brætspil for to til fire spillere. Kendt familiespil. 
Vinderen er den spiller der først får sine fire brikker "i hus", dvs. fra udgangspositionen og gennem spillepladens felter til en slutposition på pladens midte. Spillebrikkerne flyttes svarende til et terningekast, idet en spiller dog må slå en sekser for at kunne flytte en spillebrik fra udgangspositionen. Undervejs kan man slå modstandernes spillebrikker "hjem" (dvs. tilbage til udgangspositionen), men udsættes også selv for sådanne tilbageslag. Visse spillefelter (markeret med en globus) sikrer en brik mod at blive slået hjem. Lander en brik på et felt markeret med en stjerne skal pågældende brik flyttes frem til næste stjernefelt hvor brikken er sikret indtil brikken flyttes igen, hvilket sædvanligvis er en fordel.
Spillet er en simpel udgave af et traditionelt indisk spil kaldet Pachisi. Ludo opstod i 1896, da det blev patenteret i England som patent nr. 14636.